# Christian Jährig
Christian Jährig (* 5. Februar 1994) ist ein deutscher Sänger. Er wurde 2024 Sieger der 21. Staffel der Castingshow Deutschland sucht den Superstar.

## Leben
Christian Jährig wurde 1994 geboren und stand bereits seit der Kindheit auf kleinen Bühnen. Als Jugendlicher hatte er keinen Stimmbruch und entschied sich gegen eine Hormonbehandlung, wodurch er in sehr hoher Tonlage singen kann. Nach seinem Schulabschluss absolvierte er eine Ausbildung zum Verkäufer im Einzelhandel. Er ist Teamleiter im Verkauf und wohnt im bayerischen Reichertshofen.

## Karriere
2013 nahm Jährig im Alter von 19 Jahren an der 7. Staffel der RTL-Castingshow Das Supertalent teil und wurde im Finale von den Zuschauern auf Platz sechs gewählt. Ab 2014 veröffentlichte er mehrere Singles.
2024 war Jährig Kandidat der 21. Staffel von Deutschland sucht den Superstar. Sein in der zweiten Castingfolge vorgetragenes Wir leben laut von Beatrice Egli wurde von Dieter Bohlen negativ beurteilt, die erhaltene zweite Chance mit Never Enough von Loren Allred jedoch als „Weltklasse“. Nach dem Recall erreichte Jährig auch das Finale und sang dort My Heart Will Go On von Céline Dion, Tattoo von Loreen und seinen eigenen Titel, den Schlager Auf eigenen Beinen. Er gewann und erhielt einen Plattenvertrag sowie die Siegprämie in Höhe von 100.000 Euro.

## Singles
- 2014: Roulette
- 2019: Taxi nach Feuerland
- 2019: Frei sein
- 2021: Mach dein Ding
- 2021: Herzschlagsinfonie
- 2024: Auf eigenen Beinen